# Saint-Bauzile, Ardèche

Saint-Bauzile este o comună în departamentul Ardèche din sud-estul Franței. În 1 ianuarie 2022 avea o populație de 316 de locuitori.